# Héhalom
Héhalom är en ort i Ungern.   Den ligger i provinsen Nógrád, i den centrala delen av landet, 50 km nordost om huvudstaden Budapest. Héhalom ligger 137 meter över havet och antalet invånare är 1 006.
Terrängen runt Héhalom är platt. Runt Héhalom är det ganska tätbefolkat, med 129 invånare per kvadratkilometer. Närmaste större samhälle är Hatvan, 14,6 km sydost om Héhalom. Trakten runt Héhalom består till största delen av jordbruksmark.